# Carpodacus trifasciatus
Carpodacus trifasciatus là một loài chim trong họ Fringillidae.